# 阿难
阿難（IAST：Ānanda，注音：ㄚ ㄋㄢˊ），又稱阿難陀，迦毘羅衛人，梵語「阿難」，譯曰「喜慶」、「慶喜」、「歡喜」，又云「無染」。   阿難天生容貌端正，面如滿月，眼如青蓮花，其身光淨如明鏡，生於佛成道日，淨飯王既聞太子成佛，又聞宮中誕子，更增歡喜，於是說：「今日大吉，是歡喜日。」而命名為「阿難」。另外《大乘無量壽經解》曰：「又尊者隨佛入天宮龍宮，心無樂著，故名無染。」出家之後，釋迦牟尼佛曾經帶他到天宮去看過欲界天，也到龍宮去看過大龍菩薩的住處，無論是在龍宮或天宮，他都沒有染污，心地清淨，所以他這個名號也有無染的意思。
阿難是白飯王的兒子、釋迦牟尼佛（佛陀）的堂弟，也是佛陀的侍者，是佛陀十大弟子之一，人稱「多聞第一」。
阿難在佛入滅後証阿羅漢果，曾經參與第一次結集。據說阿難繼承摩訶迦葉之後，成為僧團的領導者。在《法華經》中，阿難被授記再供養62億諸佛之後將會成佛，佛號是山海慧自在通王佛。佛國名常立勝幡，劫名妙音徧滿。
《涅槃經》稱：「阿難多聞士。」迦葉讚曰：「佛法大海水，流入阿難心。」文殊菩薩讚曰：「相如秋滿月，眼似淨蓮花，佛法如大海，流入阿難心。能令人心眼，見者大歡喜，諸來求見佛，通現不失宜。」

## 生平
阿難是迦毘羅衛人，釋迦牟尼佛的堂弟、白飯王之子、提婆達多的弟弟，八個堂兄弟中年紀最小的；生於佛成道日，釋迦牟尼佛三十歲成道，阿難比他小三十歲。在釋迦牟尼成佛六年後回故國傳法時，六歲的阿難出家，其和尚為毘羅茶尊者。他非常虔誠地追隨佛陀，佛陀五十三歲時，二十三歲的阿難因為年輕，記憶力強，在竹林精舍正式被選為佛陀的侍者。阿難侍奉佛陀二十七年，跟著佛陀到各地傳道。
阿難的不尋常處在於他一生沒有敵人，躬行佛法，深知是佛法的熏陶才讓他變得優秀，於是十分謙遜誠懇。因而即使他常受到佛陀公開的稱讚，在僧團內身處高位，天天和大眾激烈地辯論不同的問題，也沒有招致別人的忌妒和怨恨。那是相當不容易的。佛陀在涅槃前還特意稱讚他的無私和仁慈。
阿難還被稱做「多聞第一」，因為他一直伴隨佛陀的講經說法，能夠把佛的一言一語都謹記無誤，參加了很多佛陀對不同聽眾的演講。佛陀入滅後，阿難非常傷心，並且向僧伽傳達世尊的遺命：「小小戒可捨」，不過當時佛正在病中，阿難於是沒有問清楚何謂「小小戒」。五百結集時，摩訶迦葉（Mahā-kāśyapa）表示「小小戒」定義不清，舉發阿難一連串的過失，包括佛索水而不與。阿難本認為自己沒有過失，據理力爭。但是結集三藏，又非阿難不可。最後阿難為了僧伽的和諧，仍向大眾懺悔。
在佛陀滅後，王舍城第一次結集會上，他出色的記憶力，讓他背誦出很多佛陀，以往的說法。那些記錄下來的文稿就被整理成為佛經，包括《長阿含經》、《中阿含經》、《雜阿含經》、《增一阿含經》、《譬喻經》、《法句經》等等，對宣揚佛法的幫助很大。佛經中出現「如是我聞」，「我」即是指阿難。
阿難非常長壽，在摩訶迦葉入雞足山後，阿難被推為僧團的領導人。傳說阿難的圓寂還使摩揭陀與毗舍離國修好，不再戰爭。
在禪宗中，阿難被尊為西天第二代祖。因為大迦葉逝世後，繼承迦葉率領徒眾宏揚佛法。在後來的佛祖雕塑旁常見到侍立的脅侍就是他。在許多記載的對話中，他是與佛陀的對話者。比如《楞嚴經》，就是因阿難在托缽化緣時遇到了過去五百世都當夫妻的摩登伽女，因此摩登伽女見到阿難時就一見鍾情，而她的母親對阿難下咒，導致阿難差一點破戒。後來被佛陀派文殊菩薩用楞嚴咒所救，因此有了《楞嚴經》這部經的由來。

## 公案軼事
【阿難與摩登伽女】主要依據於《楞嚴經》、巴利文經典和大正藏第十四卷的《佛說摩鄧女經》記錄整理成的。《楞嚴經》於第一卷中記載，在一次的大法會後，佛陀帶領眾弟子接受波斯匿王的供養；阿難獨自行到舍衛城街上乞食，走了很久之後，缽內還是空無一物，阿難又熱又餓又渴。此時阿難遇見一位女子正在水邊取水，這名女子叫摩登伽女，屬首陀羅種姓；阿難便持缽走上前去向其乞水。
當阿難向摩登伽女要水時，摩登伽女自認卑下，更不敢把水供養給阿難。阿難言道：「佛陀教導四種姓平等，你雖屬首陀羅種姓，但一樣可以供養比丘飯食。」摩登伽女聽過後，歡喜地將水倒入阿難缽中。摩登伽對阿難生了愛慕之心，摩登伽女告訴母親她的心思，請母親設法讓她嫁給阿難。
摩登伽女的母親將女兒的心意轉達給阿難，阿難聽了回答：「請告訴您的女兒，作為出家眾，在於了脫生死，出三界；欲愛、色愛皆為流轉生死的根源。佛陀再三告誡佛弟子們要遠離欲愛，修清淨梵行，我是絕對不會娶妻的。」
母親將阿難說的話帶給女兒，並請女兒打消此念頭。然而摩登伽女並不死心，慫恿母親以咒術誘騙阿難。當阿難再次經過她家門口托缽化緣時，利用邪術迷使阿難迷迷糊糊，身不由己地進入摩登伽女的家，摩登伽女大喜，將自己打扮得如花似玉，誘惑阿難。
阿難心知不妙，不肯依從。摩登伽女的母親卻在門前點燃了火，拉著阿難的衣服威脅說，「你再不順從，便將你投入大火燒死。」阿難此時一心念佛，佛陀感知阿難於危難之際，趕緊派遣文殊師利菩薩到摩登伽女家附近去找回阿難，並且叫所有的比丘要全心一意持楞嚴咒。
此時，阿難正在摩登伽女的室內，在即將破戒時，忽然間清醒過來，馬上離開了摩登伽女。
摩登伽女依然不死心，每天跟著阿難，阿難走到那兒，她就跟到那兒，阿難回精舍，摩登伽女就守在門口，阿難不堪其擾，於是向佛求救。佛陀知道之後，就請摩登伽女來精舍，佛問：「妳為何每天跟著阿難？」摩登伽女回答：「佛陀，聽說阿難沒有娶妻，我亦未嫁，我想要嫁給阿難，作阿難的妻子。」佛說：「阿難沙門無髮，妳既要嫁給他，也要跟他一樣剃髮，如果妳剃髮來，我就請阿難當妳的丈夫。」摩登伽女回答：「吾能剃髮。」
摩登伽女請求母親為她剃髮，說著：我生死當為阿難作婦，非阿難不嫁。摩登伽女的母親一邊流淚，一邊替女兒剃下秀髮。摩登伽女再度回到精舍告訴了佛陀：我已剃髮。佛問摩登伽，妳愛阿難的什麼？摩登伽女回答：我愛阿難的眼，愛阿難的鼻，愛阿難的口，愛阿難的聲音，愛阿難行步的樣子。摩登伽女告訴了佛陀，總之阿難的一切我都愛。
佛說：人的眼中有淚，鼻中有涕，口中有唾，耳中有垢，身中有屎尿，這些都十分臭穢不堪。如果兩人成為夫妻後，便會有小孩出生，有生又有了死，伴隨的是親人的生離死別，如此觀之，阿難的身體又有何值得所愛的？ 
摩登伽女聽了佛陀的話，思惟著人身的不淨，原來阿難的身體一樣髒垢，那還有什麼是可以愛的？於此愛念、貪念都消除了，由於宿世善根、慧根成熟，豁然徹悟，證了初果。
佛陀知道摩登伽女已證聖果，便告訴摩登伽女可以去找阿難，摩登伽女慚愧低頭，長跪於佛前說：過去實在愚癡才會追逐阿難，爾今聞佛開示道諦，已開解心意。
佛言。是摩鄧女。先世時五百世為阿難作婦。五百世中常相敬相重相貪相愛。同於我經戒中得道。於今夫妻相見如兄弟。如是佛道何用不為。佛說是經。諸比丘聞皆歡喜《佛說摩鄧女經》

## 有關圖片

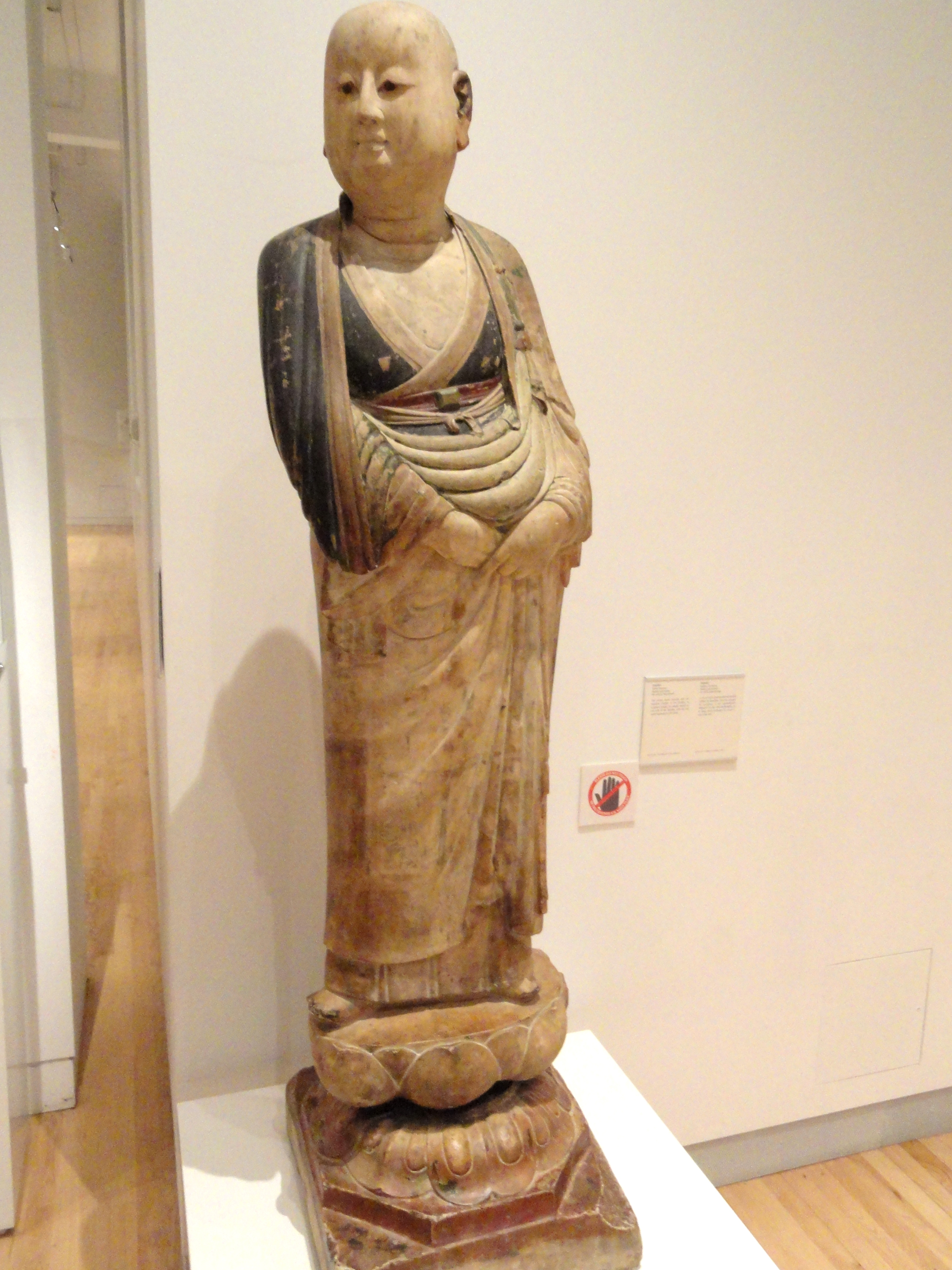
阿難陀塑像
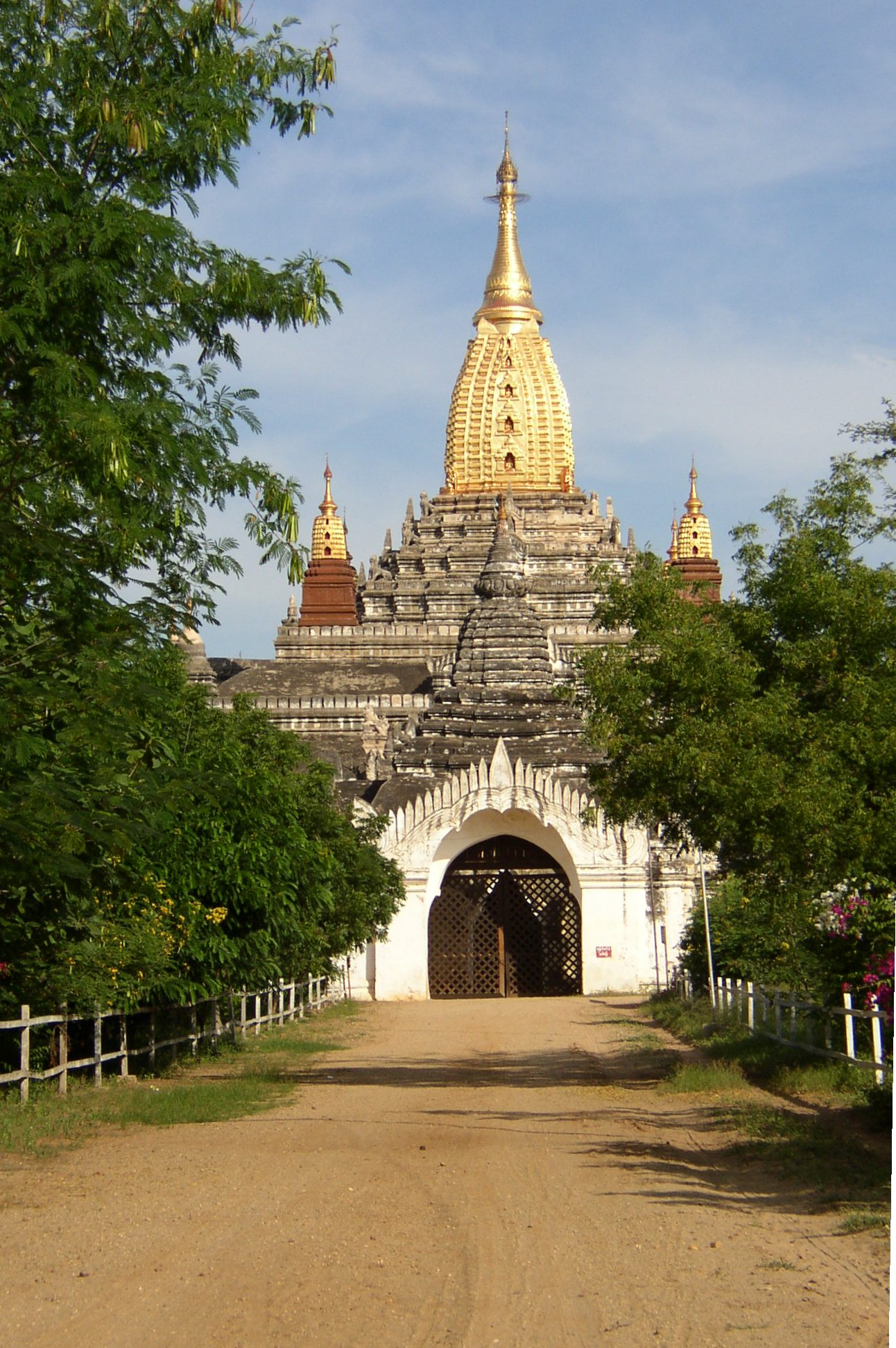
緬甸蒲甘宏偉的阿難陀寺（Ananda Pagoda）

## 外部連結
- 十大弟子之阿難陀
- 十大弟子傳 星雲大師著
- 阿難陀寺的阿難像 （页面存档备份，存于）（英文）
- Ananda: Guardian of the Dhamma by Hellmuth Hecker （页面存档备份，存于）（英文）
- 阿 難 陀 和 難 陀 的 區 別 （页面存档备份，存于）
- 多聞第一的比丘—阿難尊者的前生 （页面存档备份，存于）
- 佛說摩鄧女經  （页面存档备份，存于）